# PP Возничего
PP Возничего (лат. PP Aurigae) — одиночная переменная звезда в созвездии Возничего на расстоянии (вычисленном из значения параллакса) приблизительно 4774 световых лет (около 1464 парсеков) от Солнца. Видимая звёздная величина звезды — от +15,2m до +13,9m.

## Характеристики
PP Возничего — красный гигант, пульсирующая медленная неправильная переменная звезда (LB) спектрального класса M. Радиус — около 50,92 солнечных, светимость — около 278,885 солнечных. Эффективная температура — около 3306 К.